# Irving Berlin
Irving Berlin (rođen Israel Isidore Beilin; ישראל ביילין; 11. maj 1888 – 22. septembar 1989) bio je američki kompozitor i liričar, koji se smatra jednim od najvećih pisaca pesama u istoriji Amerike. Njegova muzika čini znatan deo Velike američke pesmarice. Rođen u carskoj Rusiji, Berlin je stigao u Sjedinjene Države u svojoj petoj godini. Svoju prvu pesmu, „Mari iz sunčane Italije”, objavio je 1907. godine, dobijajući za izdavačka prava 33 centa, a svoj prvi veliki međunarodni hit, „Alekanderov ragtajm band”, objavio je 1911. Takođe je bio i vlasnik Pozorišta muzička kutija na Brodveju. Rašireno je gledište da Berlin nije mogao da čita notne zapise, i da je bio toj meri ograničen svirač klavira da je mogao da svira samo u ključu F-oštro koristeći svoj prilagođeni klavir opremljen transponirajućom polugom.
„Alekanderov ragtajm band” je podstakao međunarodno plesno ludilo, čak i na veoma udaljenim mestima, kao što je berlinova rodna Rusija, koja je „urinula sebe u ragtajm ritam sa posvećenošću koja se graniči s manijom.” On je bio poznat po pisanju muzike i tekstova na američkom kolokvijalnom jeziku: nekomplikovo, jednostavno i direktano, sa svojim navedenim ciljem da „dostigne srce prosečnog Amerikanca”, koga je video kao „pravu dušu zemlje”. Čineći to, izjavio je Volter Kronkajt, na počasti povodom stogodišnjice Berlinovog rođendana, on je „pomogao da se napiše priča o ovoj zemlji, zaplenivši najbolje od onog što smo predstavljamo i snove koji oblikuju naše živote”.
Napisao je stotine pesama, od kojih su mnoge postale vodeći hitovi, zbog kojih je postao poznat pre nego što je napunio trideset godina. Tokom svoje šezdesetogodišnje karijere napisao je oko 1500 pesama, uključujući partiture za 20 originalnih emisija na Brodveju i 15 originalnih holivudskih filmova,, pri čemu su njegove pesme, osam puta nominovane za Oskara. Mnoge pesme postale su popularne teme i himne, uključujući „Alekanderov ragtajm band”, „Uskršnja parada”, „Putin na ricu”, „Obraz uz obraz”, „Beli Božić”, „Srećan praznik”, „Sve što možeš uraditi (Ja mogu uraditi bolje)”, i „Nema posla poput šou biznisa”. Njegov Brodvejski mjuzikl i film iz 1943. godine Ovo je armija, sa Ronaldom Reganom, sadržao je berlinovu pesmu „Bože blagoslovi Ameriku” u izvođenju Kejt Smit, koja je prvi put izvedena 1938. godine.
Berlinove pesme su 25 puta dosegle vrh lestvica i bile su ekstenzivno ponovo snimane u izvođenju brojnih pevača, kao što su Endruz sestre, Edi Fišer, Al Džolson, Fred Aster, Etel Merman, Luj Armstrong, Frank Sinatra, Din Martin, Elvis Presli, Džudi Garland, Barbra Strajsend, Linda Ronstadt, Rouzmari Kluni, Šer, Dajana Ros, Bing Krozbi, Sara Von, Rut Eting, Fani Brajs, Marilin Miler, Rudi Vale, Nat King Koul, Bili Holidej, Doris Dej, Džeri Garsija, Vili Nelson, Bob Dilan, Lenard Koen, Ela Ficdžerald, Majkl Bublej, Lejdi Gaga i Kristina Agilera.
Berlin je umro 1989. u 101. godini. Kompozitor Daglas Mur izdvaja Berlina od ostalih savremenih tekstopisaca, i grupiše ga sa Stivenom Fosterom, Voltom Vitmanom i Karlom Sandbergom, kao „velikog američkog minstrela” - osobu koja je „zaplenila i ovekovečila u svojim pesmama ono što govorimo, o čemu razmišljamo i u šta verujemo.” Kompozitor Džordž Geršvin nazvao ga je „najvećim tekstopiscem koji je ikada živeo”,‍:117 a kompozitor Džerom Kern je zaključio da „Irving Berlinu nema mesta u američkoj muzici - on je američka muzika”.

## Detinjstvo i mladost

### Jevrejski imigrant
Berlin je rođen 11. maja 1888, u Ruskom carstvu. Iako je berlinova porodica poticala iz Štetla kod Talačina (u današnjoj Belorusiji), dokumenti navode da je on rođen u Tjumenju, u Sibiru. On je bio jedno od osmoro dece Mojsija (1848–1901) i Lene Lipkin Beilin (1850–1922). Njegov otac, kantor u sinagogi, iselio je porodicu u Ameriku, kao i mnoge druge jevrejske porodice krajem 19. veka. Dana 14. septembra 1893. godine, porodica je stigla u Njujork Siti. Nakon njihovog prispeća na ostrvo Elis, ime „Beilin” je promenjeno u „Baline”. Prema biografu Lorens Bergrinu, kao odrasla osoba Berlin je priznao da nema sećanja na svojih prvih pet godina u Rusiji, osim jednog: „on je ležao je na ćebetu pored puta, gledajući kako njegova kuća izgara do zemlje. Do zore kuća je bila u pepelu.”‍:10 Berlin je isto tako izjavio da nije bio svestan da je odgajan u poniznom siromaštvu, jer nije poznavao nijedan drugi život.‍:19
Berlinovi su bili deo stotina hiljada drugih jevrejskih porodica koje su emigrirale u Sjedinjene Države u kasnim 1800-im do ranih 1900-ih, izbegavajući diskriminaciju, siromaštvo i brutalne pogrome; uključujući porodice Džordža i Ajre Geršvina, El Džolsona, Sofi Taker, L. Vulf Gilberta, Džek Jelena, Luisa B. Majera (iz MGM) i braću Vorner.‍:14 Kada su stigli do ostrva Elis, Izrael Beilin je stavljen u izolaciju sa svojim bratom i pet sestara sve dok ih imigracioni zvaničnici nisu proglasili podobnim za ulazak u grad.

## Literatura
- Kimball, Robert; Emmet, Linda (2001). The complete lyrics of Irving Berlin (1st изд.). New York: Knopf. ISBN 9780679419433.
- Barrett, Mary Ellin (1994). Irving Berlin: A Daughter's Memoir. ISBN 978-0-671-72533-4.
- Berry, David Carson (2001). „Gambling with Chromaticism? Extra-Diatonic Melodic Expression in the Songs of Irving Berlin,”. Theory and Practice. 26: 21—85..
- Berry, David Carson (1999). „Dynamic Introductions: The Affective Role of Melodic Ascent and Other Linear Devices in Selected Song Verses of Irving Berlin,”. Intégral. 13: 1—62..
- Hamm, Charles, ed (1994). Early Songs, 1907–1914. |url=https://books.google.com/books?id=rzSYPPcsQ-QC&printsec=frontcover#v=onepage Music of the United States of America (MUSA) vol. 2. Madison, Wisconsin: A-R Editions.
- Hischak, Thomas S. (1991). Word Crazy, Broadway Lyricists from Cohan to Sondheim. ISBN 978-0-275-93849-9.
- Magee, Jeffrey (2012). Irving Berlin's American Musical Theatre. Oxford: Oxford University Press. ISBN 978-0-19-539826-7..
- Rosen, Jody (2002). White Christmas: The Story of an American Song. ISBN 978-0-7432-1875-7.
- The Irving Berlin reader. Sears, Benjamin. New York: Oxford University Press. 2012. ISBN 978-0195383744. OCLC 708648754.
- 1896-1977., Waters, Ethel (1992). His eye is on the sparrow : an autobiography. Samuels, Charles. (1st Da Capo Press изд.). New York: Da Capo Press. ISBN 9780306804779. OCLC 25205237.

## Spoljašnje veze
- -author= -
- Irving Berlin na sajtu Enciklopedija Britanika
- Irving Berlin на сајту Пројекат Гутенберг (језик: енглески)
- Irving Berlin на сајту Internet Archive (језик: енглески)
- Irving Berlin на веб-сајту Internet Off-Broadway Database (језик: енглески)
- Irving Berlin na sajtu  (jezik: engleski)
- -author= -
- -author= -
- -author= -
- -author= -
- Irving Berlin (бесплатне песме за субјекат) на сајту IMSLP (језик: енглески)
- „Betty Hutton sings "You Can't Get A Man With A Gun"”. YouTube. Приступљено 17. 10. 2019.